# Dale (Wisconsin)
Dale – miasto w Stanach Zjednoczonych, w stanie Wisconsin, w hrabstwie Outagamie.